# Slavoňov
Obec Slavoňov (německy Slawoniow) se nachází v okrese Náchod, kraj Královéhradecký. Žije zde 314 obyvatel. Slavoňov se nachází při silnici č. 285, vedoucí z Nového Města nad Metují do Olešnice v Orlických horách.

## Historie
První písemná zmínka o vesnici pochází z roku 1369.
Datum vzniku vesnice není známo. Předpokládá se, že ji mohl založit hradecký arcijáhen Slavoň, který v roce 1167 dostal od panovníka tamní krajinu do užívání a nabízí se tedy, že obec dostala jméno právě po něm.
Slavoňov patřil mezi chudé obce orlického podhůří. Měl dřevěný kostel, postavený bohatším sedlákem ze sousední vsi Blažkov v roce 1553. Také zde později stála dřevěná škola, která byla přestavěna v roce 1858. Dřevěný kostel na kraji obce stojí dodnes a lze ho označit jako kostel „živý“, tj. s pravidelnými bohoslužbami. Kostel byl prohlášen národní kulturní památkou. Dalšími památkami v obci Slavoňov jsou venkovské domy (roubenky) čp. 31, 47 a 61.
O rozvoj obce se velkou měrou zasloužil P. Václav Vojnar (1856–1931), který byl správcem farnosti. V obci založil Kampeličku a přesvědčil zemědělce pro pěstování tehdy nových plodin a také založil meliorační družstvo. Pamětní deska P. Vojnara je umístěna na budově slavoňovské fary.
V roce 2002 byl v obci slavnostně vysvěcen obecní znak a prapor obce. V té době zde působily firmy zabývající se zemědělstvím i průmyslem, obec měla truhlářství a pohostinství. Aktivně zde pracoval hasičský sbor čítající asi padesátku členů.
- 1787 požár zničil 5 domů
- 1811 požár zničil 33 domů
- 1883 založen hasičský sbor
- 1858 zahájena stavba školy
- 1896 nástup duchovního správce P. Václava Vojnara
- 1914 výstavba silnice procházející Slavoňovem
- 1920 zavedena autobusová doprava

## Pamětihodnosti
- Dřevěný kostel svatého Jana Křtitele z roku 1553, včetně zvonice, márnice, kamenného kříže a ohradní zdi
- Venkovský dům čp. 31
- Venkovský dům čp. 47
- Venkovský dům čp. 61

## Osobnosti
- Josef Hráský, archivář

## Části obce
- Slavoňov
- Blažkov

## Galerie

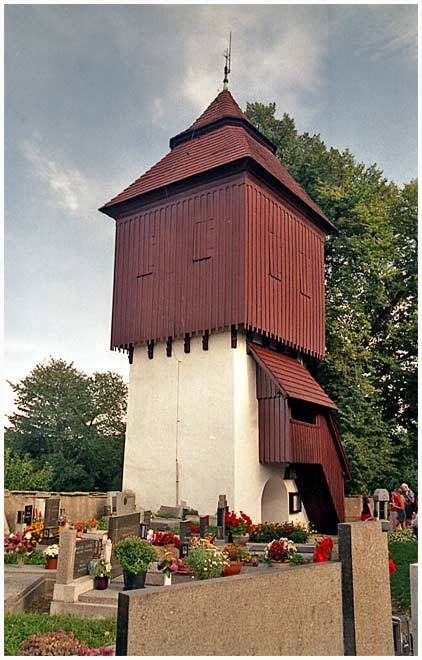
Zvonice u kostela Svatého Jana Křtitele
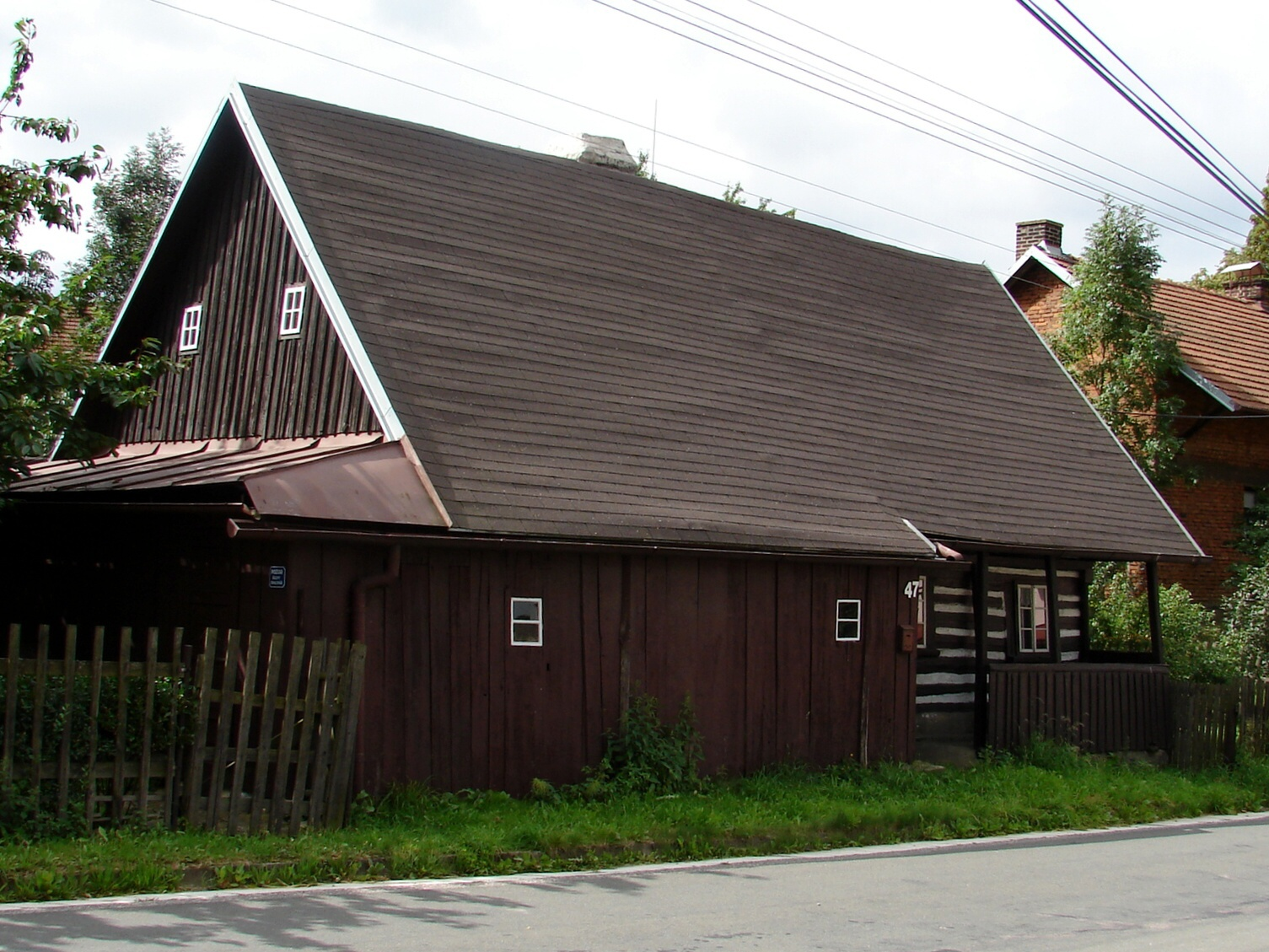
Roubenka čp. 47 v centru vesnice
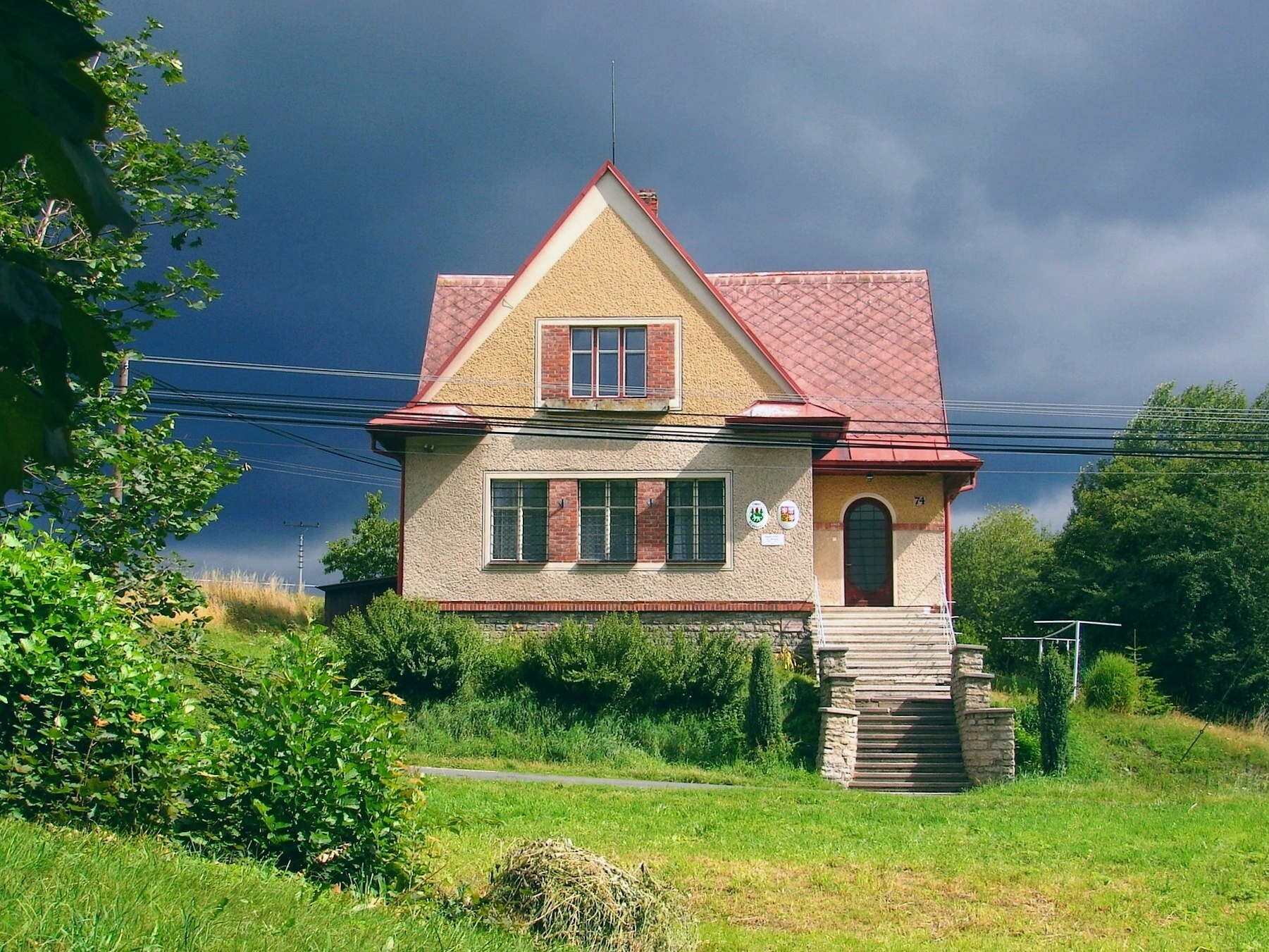
Obecní úřad
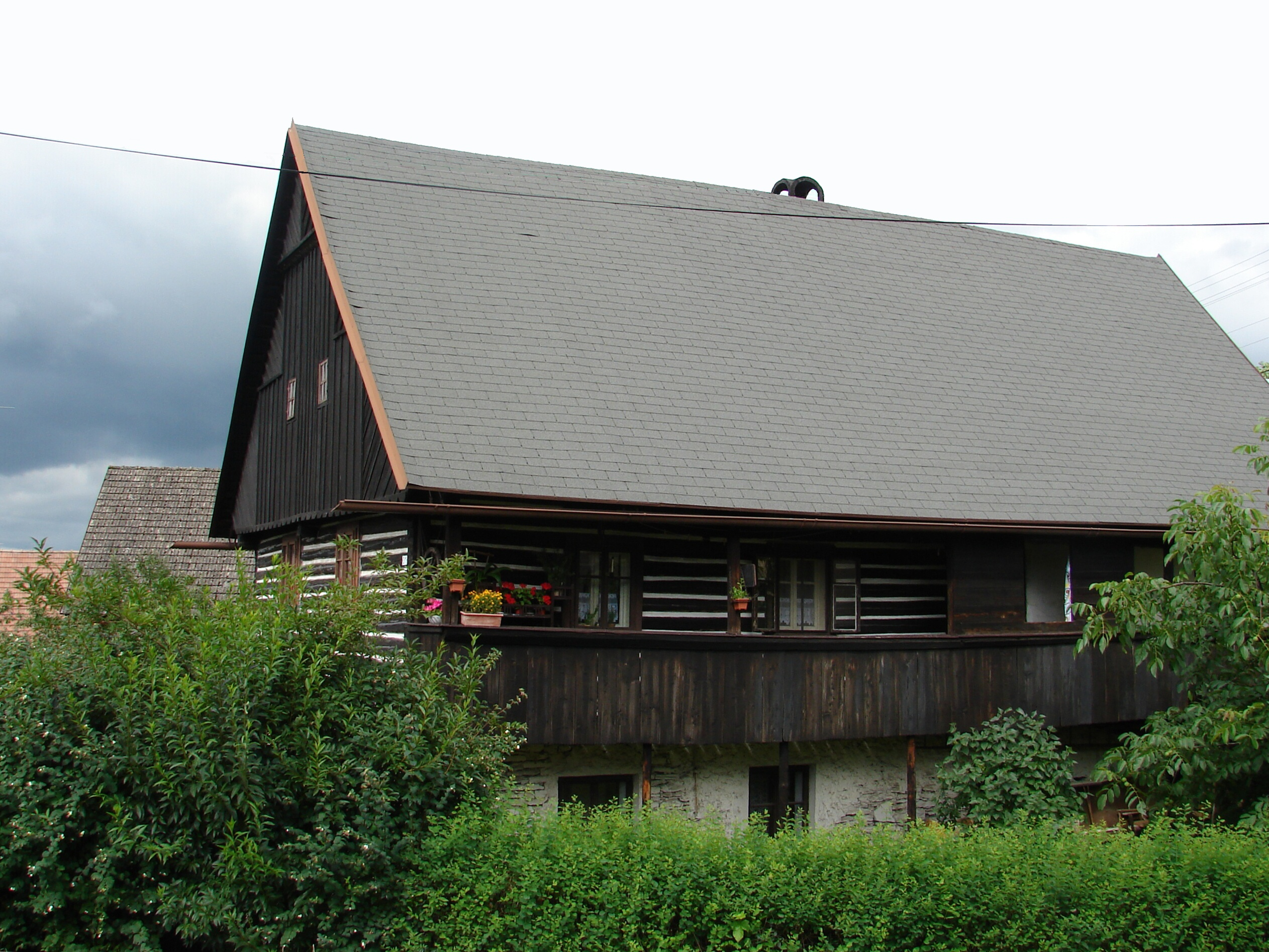
Dům čp. 31
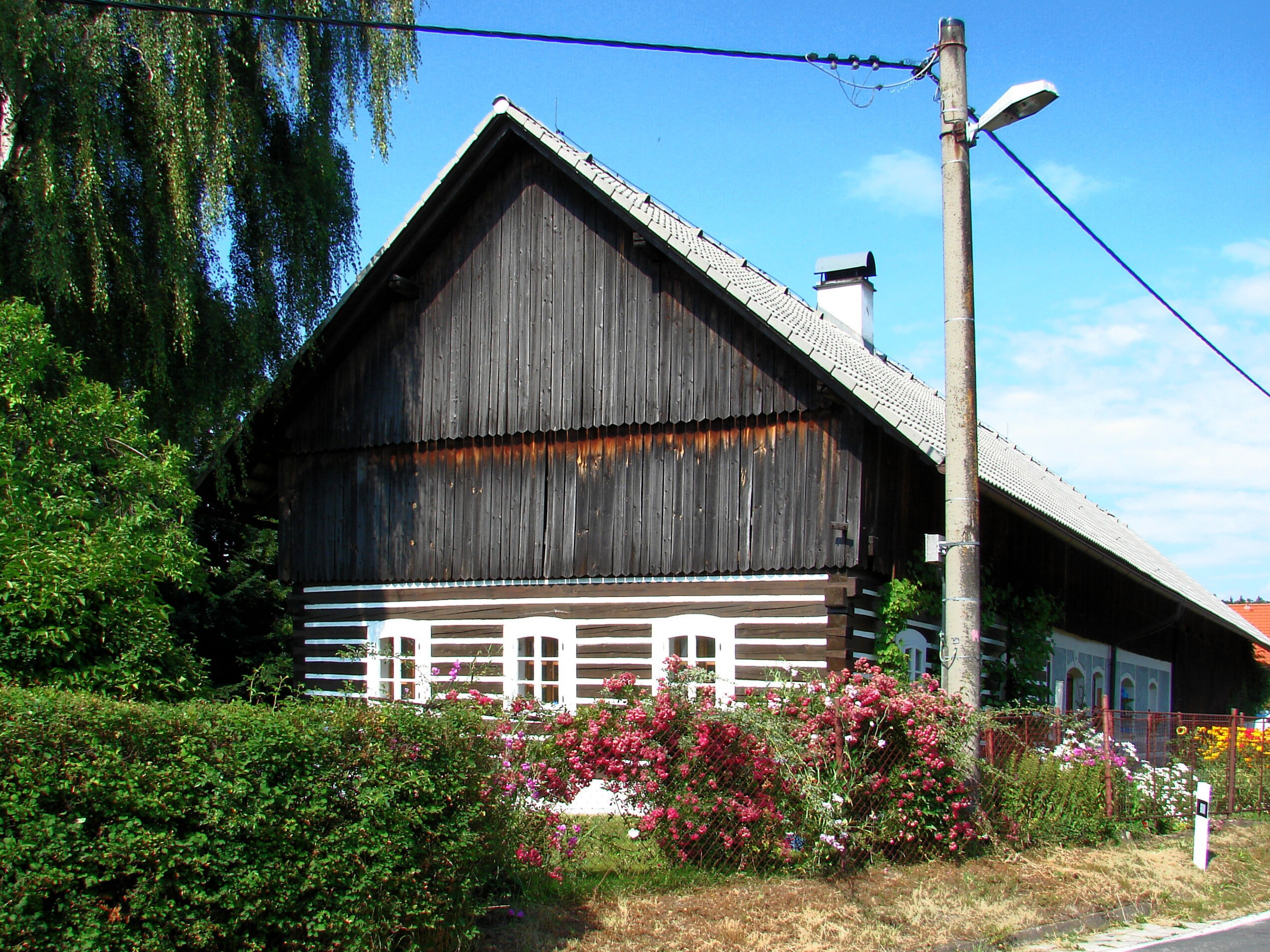
Roubenka čp. 61
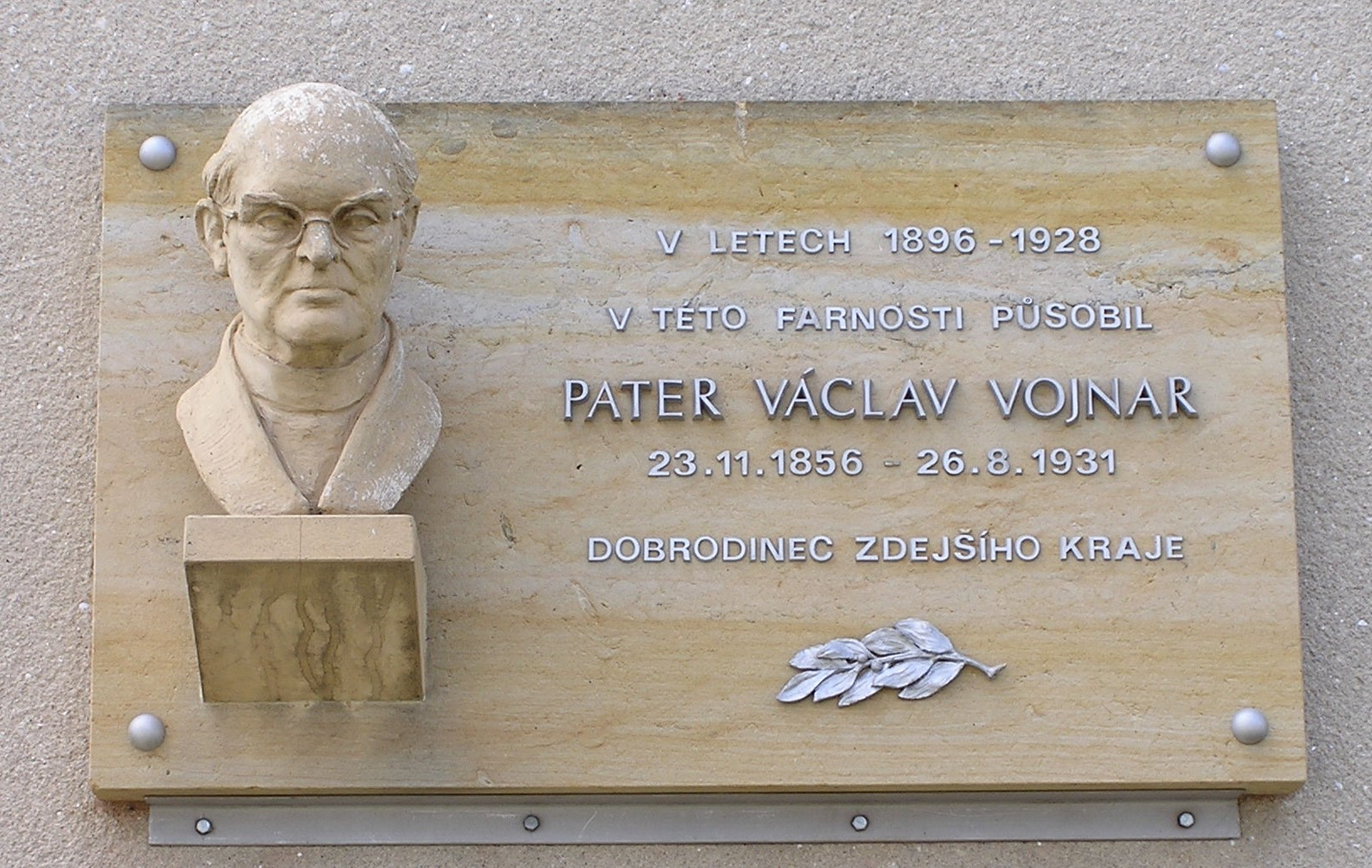
Pamětní deska Patera Václava Vojnara ve Slavoňově